# Słudzy
Słudzy (słow. Služobníci) – słowacko-czesko-irlandzko-rumuński dramat filmowy z 2020 roku w reżyserii Ivana Ostrochovský'ego.
Film miał swoją światową premierę w ramach sekcji „Spotkania” na 70. MFF w Berlinie. Na ekrany polskich kin trafił 5 marca 2021 roku.

## Fabuła
Akcja filmu rozgrywa się w 1980 roku. Dwóch seminarzystów, Michal i Juraj, przyjeżdża z prowincji do klasztoru w Bratysławie. Chociaż w klasztorne mury wchodzą z optymizmem i gorliwością, wkrótce będą musieli dokonać moralnych wyborów dotyczących współpracy z komunistycznym reżimem oraz poddaniu się brutalnej inwigilacji z jego strony.
Film ukazuje głęboki podział w czechosłowackim kościele po Praskiej Wiośnie, gdy powstała organizacja Pacem in Terris, potępiona przez Watykan i Radio Wolna Europa, ściśle kontrolowana przez komunistów i będąca z tej przyczyny niezwykle wpływowa. Ci, którzy nie chcieli się zaangażować w jej działalność, byli nadzorowani i obserwowani przez służbę bezpieczeństwa, próbowali organizować się w ramach tajnych spotkań i stowarzyszeń. Sytuacji nie ułatwiał fakt, że duża część literatury kościelnej, biografii świętych, encyklik Jana Pawła II itp., była zakazana przez rząd.

## Obsada
- Samuel Skyva – Juraj
- Samuel Polakovič – Michal
- Vlad Ivanov – doktor Ivan
- Vladimír Strnisko – dziekan
- Milan Mikulčík – duchowny
- Tomáš Turek – prefekt
- Vladimir Zboroň – sekretarz
- Martin Šulík – lekarz
- Vladimír Obšil – ojciec Coufar[3]

## Produkcja
Zdjęcia kręcono w Bratysławie.